# Zespół młyna w Sieradzu
Zespół młyna w Sieradzu – zespół dwóch budynków młyńskich przy obecnej ulicy Polskiej Organizacji Wojskowej 43 i 43a w Sieradzu, w województwie łódzkim. W skład zespołu wchodzi młyn automatyczny oraz dom mieszkalny. Obiekty wpisane są do gminnej ewidencji zabytków Miasta Sieradza.

## Historia
Młyn w tej lokalizacji istniał w okresie międzywojennym lub wcześniej. Był to młyn parowy, murowany z cegły. W okresie II wojny światowej był czynny. W okresie PRL został upaństwowiony. Po 1989 został zreprywatyzowany i przekazany spadkobiercom.